# Lomographa perapicata
Lomographa perapicata là một loài bướm đêm trong họ Geometridae.